# Casa de Andrade

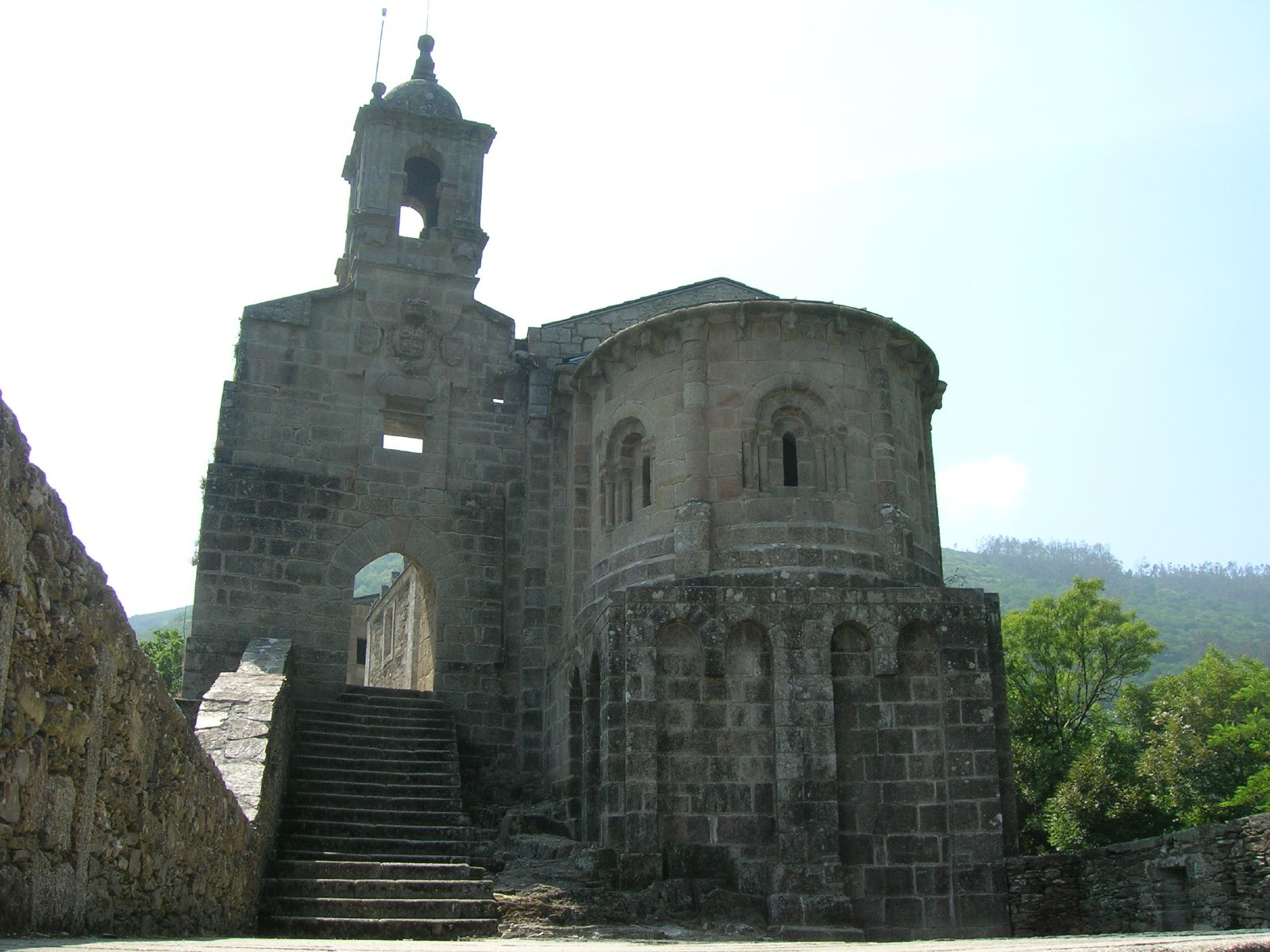
Monasterio de San Juan (La Capilla) del que fueron patronos los Andrade

La casa de Andrade fue un linaje de la nobleza gallega, que destacó por su auge en la Baja Edad Media. Los primeros miembros de la familia aparecen nombrados a mediados del siglo XII, en las tumbas de los monasterios de Caaveiro y Monfero. Cogen el nombre de la parroquia y posterior coto de Andrade, situado entre los dominios de ambos monasterios. En la actualidad, dicha parroquia o freguesía en gallego, se encuentra en el municipio de Puentedeume, La Coruña.

## Los primeros Andrade
Los primeros Andrade, junto con otras familias como los Atániz o los Sillobre, formaban parte de una nobleza de segunda categoría a la sombra de la familia Traba. Reciben tratamiento de «don» y eran escuderos, caballeros y prestatarios de los arciprestazgos de Pruzos y Bezoucos. 
La fundación de la villa y alfoz de Puentedeume en 1270 supone un duro golpe para la nobleza comarcal, no solo por la imposibilidad de aumentar sus tierras, sino también por la pérdida de poder. Por tanto, los Andrade consiguen mantener un coto de mismo nombre, que no pasa a formar parte del alfoz de Puentedeume. 
Se enumeran a continuación los primeros caballeros de Andrade (las fechas en paréntesis corresponden a la documentación donde aparecen mencionados): 
- Fortunio Bermúdez (¿1127?-1169): No añade todavía a su apellido el topónimo de Andrade. Se sabe que recibía el tratamiento de «don» y que en 1155 hizo un donativo al monasterio de Monfero. Tuvo tres hijos: Bermundo Fortúnez de Andrade, Elvira Fortúnez y Enxemena (Ximena) Fortúnez.
- Bermudo Fortúnez de Andrade (1160-1182): En 1164 hizo un donativo al monasterio de Monfero como «caballero de Andrade». Ejerció el cargo de prestatario real, una especie de delegado regio que velaba por el cumplimiento de la justicia. Hijos suyos fueron Martín Bermúdez de Andrade, Pedro Bermúdez de Andrade y Fernando Bermúdez.
- Pedro Bermúdez de Andrade (1182-1235): Al igual que su padre, ejerció de prestatario y fue, prosiblemente, el primer titular del coto de Andrade, cuya existencia se sabe que es anterior a la fundación de la villa de Puentedeume en 1270. Hizo donativos al monasterio de Monfero (en uno de estos, es citado como caballero por un documento de 1223), pero su preferido fue el de Caaveiro, al que también realizó varios donativos y donde fue sepultado. Se emparentó con los Sillobre al casarse con Urraca González y tuvo tres hijos: Fernán Pérez de Andráde, Lopo Pérez de Andrade y Urraca Pérez. Debió de morir en 1235 o bien poco después.
- Fernán Pérez de Andrade I (1231-¿1270?): Siguiendo la tradición familiar fue prestatario. A diferencia de sus antepasados, termina con la buena relación con el monasterio de Caaveiro a la vez que estrecha relaciones con el de Monfero, del cual es nombrado encomendeiro (defensor o protector). Como era habitual en aquellos tiempos, aprovecha el puesto para usurpar bienes del monasterio. En 1270, el adelantado mayor de Galicia, por orden del rey Alfonso X el Sabio, le obliga a devolver al monasterio la parroquia y granja de Ambroa. Tuvo dos esposas: María Yáñez y Sancha Rodríguez. Con la última tuvo un hijo: Pero Fernández de Andrade.
- Pero Fernández de Andrade I (1265-1277): Hay pocas referencias a su persona. En una anotación se cita a su esposa, Tareixa Gómez.
- Fernán Pérez de Andrade II (1298-1320): No se sabe con certeza si era hijo de Pero Fernández de Andrade I o de Fernán Pérez de Andrade I. Con el se terminan por completo las relaciones con el monasterio de Caaveiro, ya que entre 1298 y 1302 participa con otros caballeros, llamados «malfectores», en el expolio del monasterio, obligando al prior a huir. Por el contrario, mantiene buenas relaciones con el monasterio de Monfero. El 16 de septiembre de 1320, por orden de Berenguel de Landoira, arzobispo de Santiago, junto con otros nombres entre los que se encontraba su hermano Pero Fernández de Andrade II, fue ajusticiado en el castillo de la Rocha Forte, por ser amigos del «traidor» Afonso Suárez de Deza, mayordomo del arzobispo y la iglesia sobre la ciudad de Santiago.

## La transición

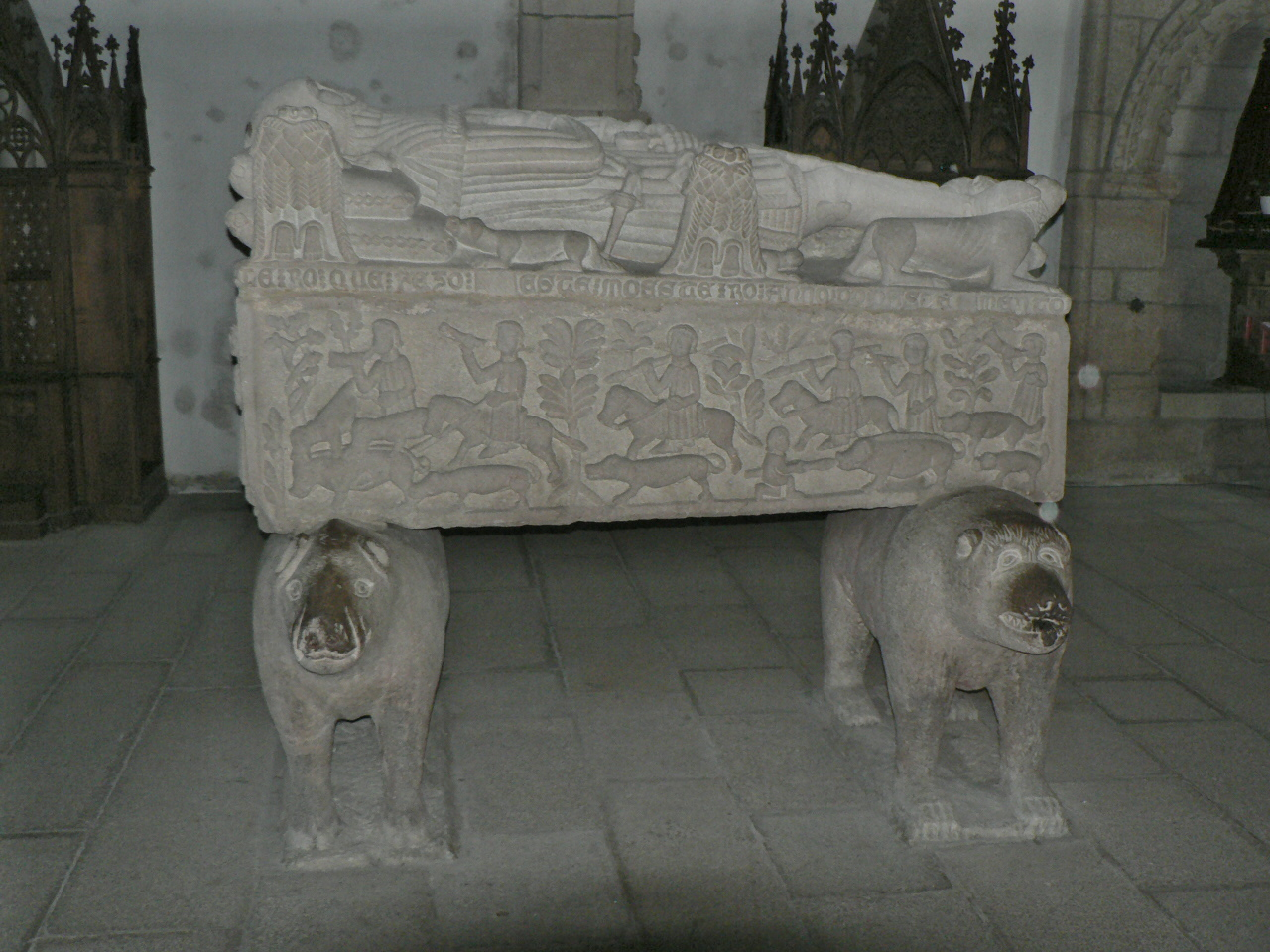
Sarcófago de Fernán Pérez de Andrade en la iglesia de San Francisco de Betanzos.

Con la traumática muerte de los dos hermanos, comienza a mediados del siglo XIV un aparente vacío documental hasta que aparecen en escena los Freire de Andrade. En unos estudios recientes, el historiador de Puentedeume Carlos de Castro Álvarez apunta una hipótesis plausible extraída de la documentación existente, que relaciona los primeros Andrade con los Freire de Andrade. 
En primer lugar, deja medianamente demostrado el error de los genealogistas que afirman que Fernán Pérez de Andrade es descendiente del linaje de los condes de Traba y Trastámara. 
Carlos de Castro sostiene que el apellido de Xohan Freire de Andrade (1270-1330), abuelo de Fernán Pérez de Andrade , primer señor de Puentedeume, era un dictus (apodo) de Xohan Fernández, del cual sí tenemos documentación como donante al monasterio de Monfero en un lugar donde tradicionalmente la familia Andrade donó a este monasterio. Baraja dos hipótesis: Xohan Freire era hijo de Fernán Pérez de Andrade I, o bien era hijo de Pero Fernández de Andrade I. Se hizo con la comisión del coto de Caaveiro y se casó con María Suárez, con quien tuvo cuatro hijos. 
Su hijo, Rui Freire de Andrade (1308-1362) continúa con la comisión de Caaveiro, que es la que da el liderazgo familiar. Se casó tres veces y fue padre de dos mujeres y cuatro hombres. Va a ser precisamente uno de sus hijos, Fernán Pérez de Andrade, quien se convierta en el primer señor de Puentedeume, Ferrol, y poco después, Villalba. 
Es también destacable la figura de otro de sus hijos que ejemplifica mejor que nadie la extensión de la familia fuera de la tierra natal. Tal fue Nuño Freire de Andrade, emigrado a Portugal, donde pasó la mayor parte de su vida. Iniciador del linaje de los Andrade portugueses, recibió del rey Pedro I el honor de maestre de la Orden de Cristo y le sirvió como valido. El rey Pedro le encomendó el cuidado de su hijo bastardo Juan, quien llegaría a ser rey de Portugal. También le tuvo en mucha estima el rey Fernando I, quien lo nombró gobernador de la ciudad de La Coruña durante un breve periodo (1370-1371) de ocupación portuguesa de la ciudad, poco antes de su muerte. Son descendientes destacados de él su nieto García Rodríguez de Valcarce, primer señor de la villa de Puentes de García Rodríguez; y el descubridor de Brasil, Pedro Álvares Cabral. 

## Señores de Puentedeume, Ferrol y Villalba

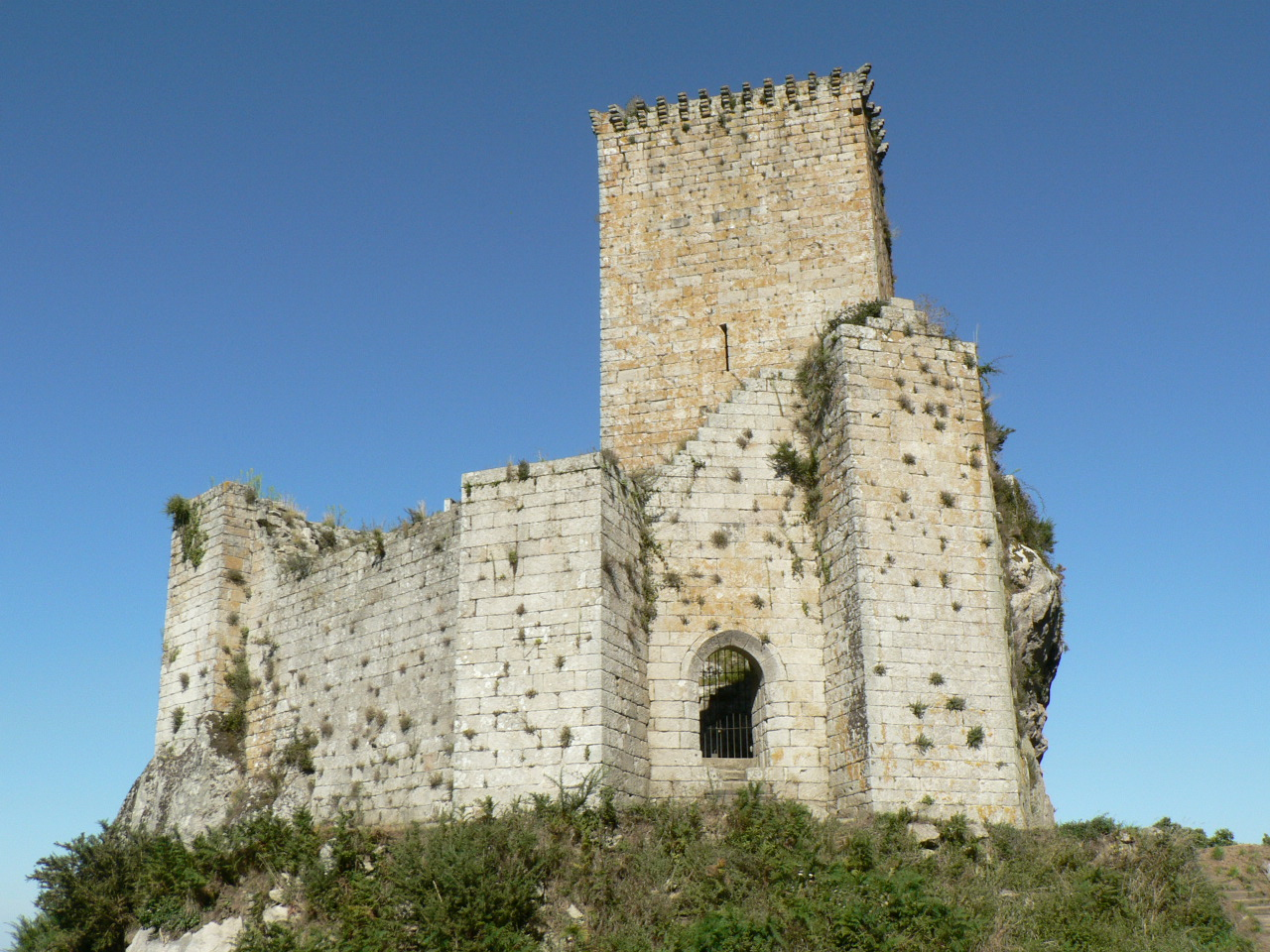
Castillo de Andrade en Noguerosa (Puentedeume), encargado por Fernán Pérez de Andrade.

Escudo de los condes de Andrade

La casa de Andrade comienza su edad dorada con un hijo de Rui Freire de Andrade: Fernán Pérez de Andrade, llamado "el bueno", figura de relevancia en la Galicia de aquella época. Fue nombrado señor de Ferrol y Puentedeume por Enrique II de Tratámara, mediante el privilegio del 19 de diciembre de 1371 y, por el mismo rey, señor de Villalba l 3 de agosto de 1373. 
Le sucederán en estos señoríos siete descendientes hasta la unión de la familia con la de Lemos. El penúltimo de estos señores, Diego de Andrade, recibe de los Reyes Católicos el título de conde de Villalba. A su hijo Fernando de Andrade e Pérez das Mariñas, último señor antes de la fusión con la casa de Lemos, se le otorga el título de conde de Andrade a fecha desconocida. 
Véase aquí la lista de los seis primeros señores que no llegaron a ser condes: 
1. Fernán Pérez de Andrade, el Viejo
2. Pedro Fernández de Andrade, sobrino del anterior
3. Nuño Freire de Andrade, hijo del anterior
4. Pedro Fernández de Andrade II, hijo de Nuño Freire de Andrade
5. María de Andrade, hija del anterior
6. Fernán Pérez de Andrade, el Mozo, tío de la anterior

## Condes de Villalba y Andrade y la fusión con la Casa de Lemos

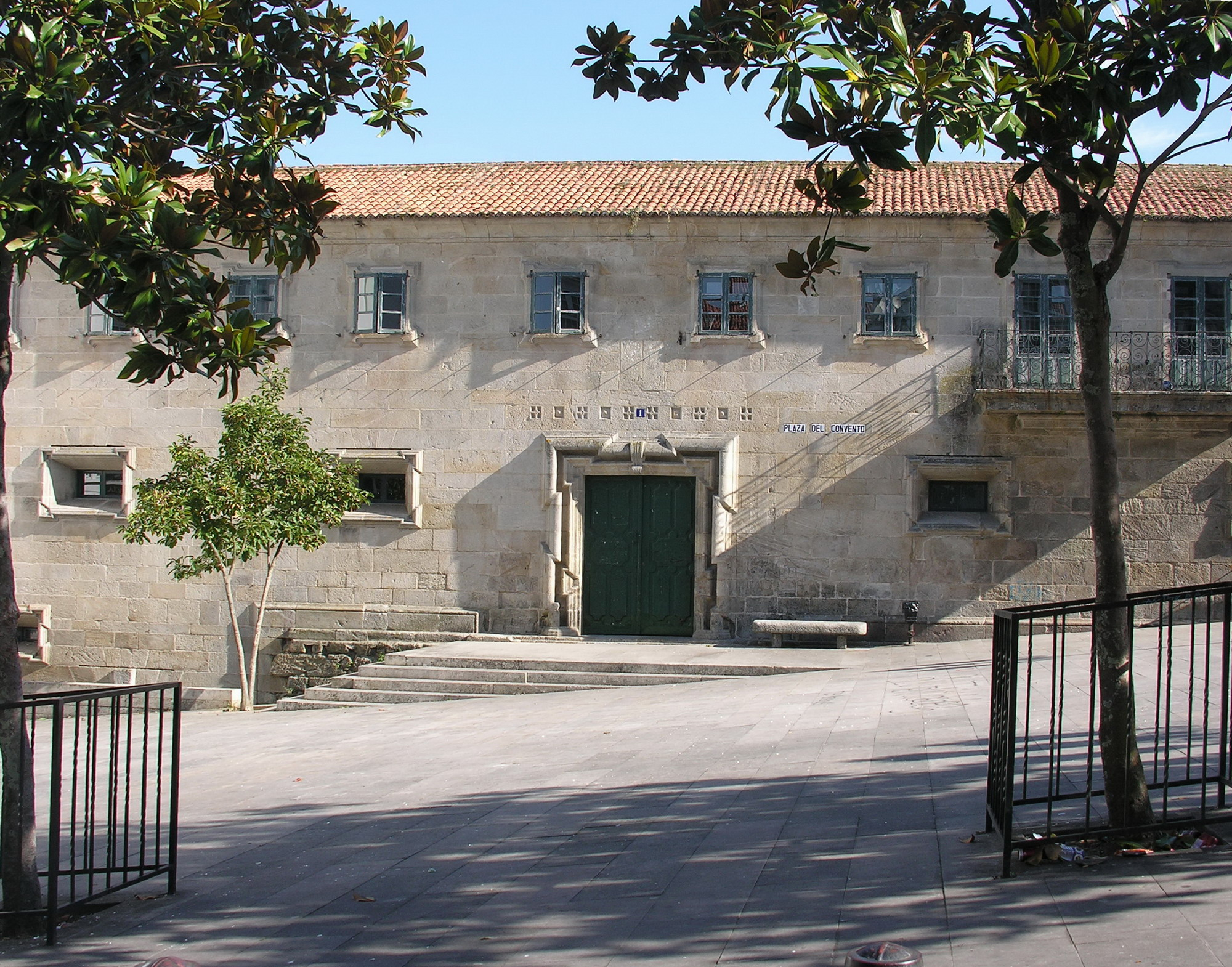
Convento de San Agustín en Puentedeume, fundado por Fernando de Andrade

Fernando de Andrade se casó con Francisca de Zúñiga, viuda de Diego de Acevedo y Fonseca, conde de Monterrey y primo suyo. Una de sus tres hijas, Teresa de Andrade, contrajo nupcias con Fernando Ruíz de Castro Osorio de Portugal, primer marqués de Sarria y más tarde, cuarto conde de Lemos. 
Al haber fallecido Teresa antes que su padre, fue su hijo, Pedro Fernández de Castro y Portugal, segundo conde de Andrade. Asimismo le sucede a su padre siendo el quinto conde de Lemos, fusionándose de esta forma los linajes de Andrade y Lemos. Hoy forma parte del conjunto de títulos de la Casa de Alba.
A continuación se enumeran los primeros condes de Andrade, que a partir del tercero lo son también de Lemos. Todos ellos continúan siendo señores de Puentedeume y Ferrol: 
1. Diego de Andrade y Moscoso (m. 1492), hijo de Fernán Pérez de Andrade, el Mozo; VII señor de Puentedeume, Ferrol y Villalba y I conde de Villalba, padre de:
2. Fernando de Andrade das Mariñas (1477-1542), I conde de Andrade y II conde de Villalba, abuelo de:
3. Pedro Fernando Ruiz de Castro Andrade y Portugal (1524-1590), II conde de Andrade, II de Villalba y V de Lemos, padre de:
4. Fernando Ruiz de Castro Andrade y Portugal (1548-1601), III conde de Andrade, IV de Villalba y VI de Lemos, padre de:
5. Pedro Fernández de Castro y Andrade (1576-1622), IV conde de Andrade, V de Villalba y VII de Lemos: este conde fue virrey de Nápoles y gran mecenas, protector de Cervantes y Lope de Vega, entre otros.

Pedro Fernández de Castro y Andrade muere sin descendencia por lo que sus títulos pasaron a su hermano, octavo conde de Lemos. Se puede continuar la relación de los condes en: Condado de Lemos.